# Conseil de Pittwater
Le conseil de Pittwater (en anglais : Pittwater Council) est une ancienne zone d'administration locale de l'agglomération de Sydney, située dans l'État de Nouvelle-Galles du Sud en Australie. Il a existé de 1992 à 2016, date à laquelle il est rattaché au conseil de Northern Beaches.

## Géographie

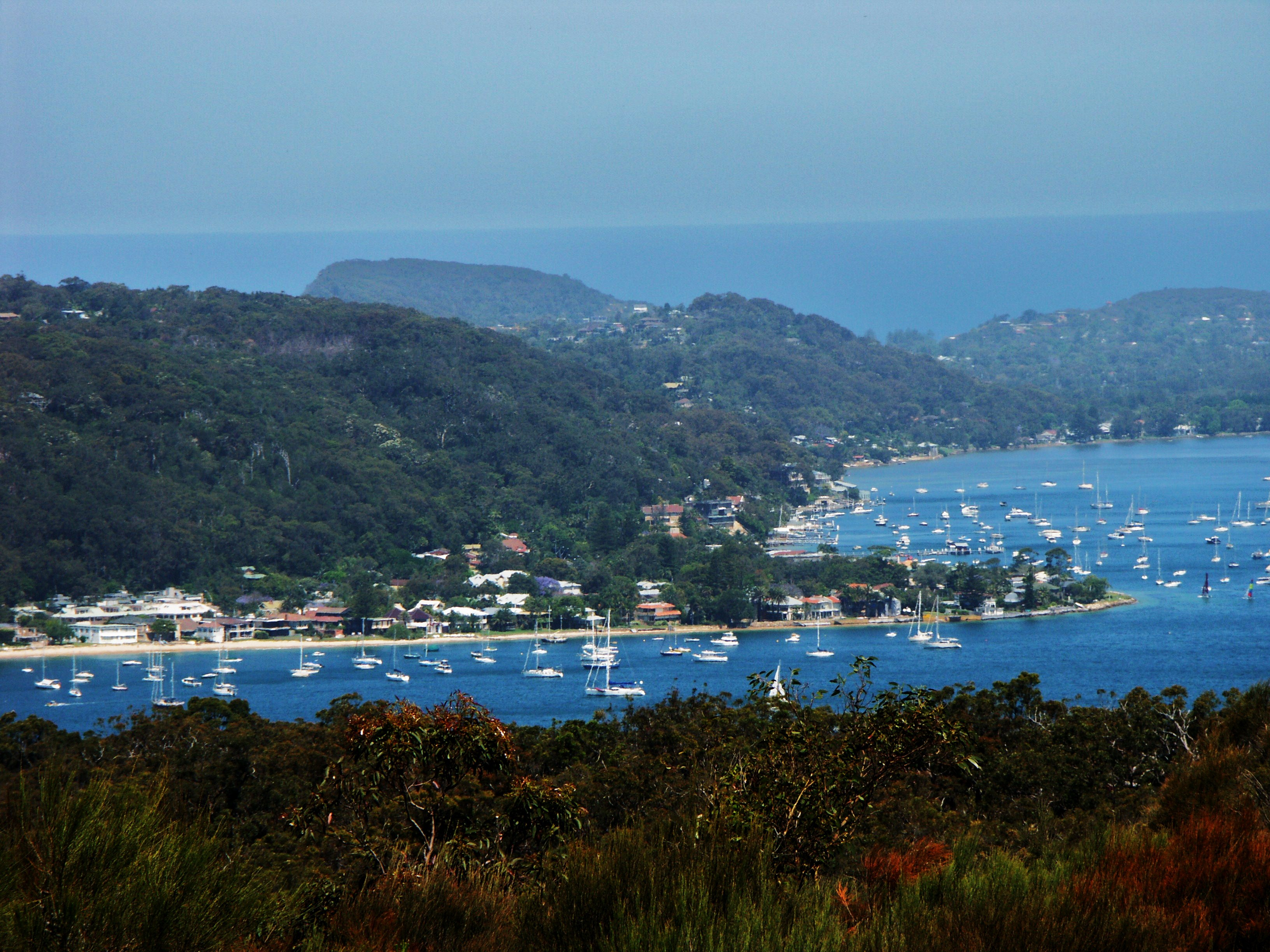
Panorama de Pittwater

La zone s'étendait sur 91 km2 au nord-est du centre-ville de Sydney, dans la région des Northern Beaches. Elle était bordée par la baie de Broken au nord et l'océan Pacifique à l'est et limitrophe de la zone du conseil de Warringah au sud et à l'ouest et du comté de Hornsby au nord-ouest.

### Quartiers
- Avalon
- Bayview
- Bilgola
- Church Point
- Clareville
- Coasters Retreat
- Currawong Beach
- Elvina Bay
- Elanora Heights
- Great Mackerel Beach
- Ingleside
- Lovett Bay
- Mona Vale
- Newport
- Newport Beach
- North Narrabeen
- Palm Beach
- Scotland Island
- Taylors Point
- The Basin
- Towlers Bay
- Warriewood
- Whale Beach

## Histoire
La région de Pittwater est habitée par des tribus aborigènes depuis des millénaires quand elle est abordée pour la première fois par des Européens en 1788, année de l'établissement de la première colonie britannique en Australie. Le port est créé au début du XIXe siècle et nommé en l'honneur de William Pitt, alors Premier ministre du Royaume-Uni, par Arthur Phillip, premier gouverneur de la Nouvelle-Galles du Sud.  
Elle est organisée en 1906 et rattachée à la zone du conseil de Warringah dont elle est séparée le 1er mai 1992 pour former une zone d'administration autonome dirigée par un conseil et un maire. En 2015, dans le cadre du regroupement des zones administratives, différents projets de fusion sont proposés. Le 12 mai 2016, le ministre des collectivités locales de Nouvelle-Galles du Sud décide de la fusion du conseil de Pittwater avec ceux de Manly et de Warringah pour former la nouvelle zone du conseil de Northern Beaches.